# Kandahar (provins)
Kandahar-provinsen er en af  Afghanistans 34 provinser. Den ligger i den sydlige del af landet. Administrationscenteret er byen Kandahar. Hovedparten af indbyggerne i  provinsen er Pashtuner. Kandahar-provinsen er en del Talibans kerneområde, og Canadiske tropper kæmper mod  dem.[kilde mangler]
Kandahar-provinsen består af 13 distrikter:[kilde mangler]
- Arghandab
- Arghistan
- Daman
- Ghorak
- Kandahar
- Khakrez
- Maruf
- Maywand
- Panjwayi
- Reg
- Shah Wali Kot
- Shorabak
- Spin Boldak

31°00′N 65°30′Ø / 31°N 65.5°Ø